# Вільямсвілл (Міссурі)
Вільямсвілл (англ. Williamsville) — місто (англ. city) в США, в окрузі Вейн штату Міссурі. Населення — 279 осіб (2020).

## Географія
Вільямсвілл розташований за координатами 36°58′25″ пн. ш. 90°32′52″ зх. д. / 36.97361° пн. ш. 90.54778° зх. д. (36.973654, -90.547828).  За даними Бюро перепису населення США в 2010 році місто мало площу 0,84 км², уся площа — суходіл.

## Демографія
Згідно з переписом 2010 року, у місті мешкали 342 особи в 148 домогосподарствах у складі 98 родин. Густота населення становила 408 осіб/км².  Було 188 помешкань (224/км²).
Расовий склад населення:
| - 98,2 % — білих - 0,3 % — корінних американців - 0,3 % — чорних або афроамериканців |

До двох чи більше рас належало 1,2 %. Частка іспаномовних становила 0,9 % від усіх жителів.
За віковим діапазоном населення розподілялося таким чином: 19,6 % — особи молодші 18 років, 60,2 % — особи у віці 18—64 років, 20,2 % — особи у віці 65 років та старші. Медіана віку мешканця становила 44,5 року. На 100 осіб жіночої статі у місті припадало 102,4 чоловіків;  на 100 жінок у віці від 18 років та старших — 96,4 чоловіків також старших 18 років.
Середній дохід на одне домашнє господарство  становив 33 302 долари США (медіана — 30 313), а середній дохід на одну сім'ю — 34 649 доларів (медіана — 31 750). Медіана доходів становила 32 500 доларів для чоловіків та 22 500 доларів для жінок. За межею бідності перебувало 33,1 % осіб, у тому числі 54,8 % дітей у віці до 18 років та 7,9 % осіб у віці 65 років та старших.
Цивільне працевлаштоване населення становило 116 осіб. Основні галузі зайнятості: освіта, охорона здоров'я та соціальна допомога — 22,4 %, виробництво — 20,7 %, роздрібна торгівля — 13,8 %, мистецтво, розваги та відпочинок — 12,1 %.